# Weltmeisterschaften der Rhythmischen Sportgymnastik 1995
Die 19. Weltmeisterschaften der Rhythmischen Sportgymnastik fanden 1995 in Wien, Österreich statt.

## Ergebnisse

### Einzel-Mehrkampf
| Rang | Nation    | Athletin              |
| ---- | --------- | --------------------- |
| 1    | Ukraine   | Kateryna Serebrjanska |
| 2    | Bulgarien | Marija Petrowa        |
| 3    | Belarus   | Laryssa Lukjanenka    |
| 3    | Russland  | Jana Batyrschina      |

### Mehrkampf-Mannschaft
| Rang | Nation    | Athletin                                                    |
| ---- | --------- | ----------------------------------------------------------- |
| 1    | Russland  | Jana Batyrschina Amina Saripowa Natalja Lipkowskaja         |
| 2    | Bulgarien | Marija Petrowa Diana Popowa                                 |
| 3    | Ukraine   | Kateryna Serebrjanska Olena Witrytschenko Wiktorija Stadnik |

### Gruppe-Mehrkampf
| Rang | Nation    | Athletin                                                                                                |
| ---- | --------- | --- |
| 1    | Bulgarien | Ina Deltschewa Walentina Kewlijan Antoaneta Stantschewa Maja Tabakowa Iwelina Talewa Wjara Wataschka    |
| 2    | Spanien   | Marta Baldó Nuria Cabanillas Estela Gimenez-Cid Tania Lamarca Estibaliz Martinez Maria Pardo-Rojo       |
| 3    | Belarus   | Natala Budilo Olga Demskaja Oksana Jedanowitsch Swetlana Lusanowa Galina Malatschenko Alessja Pochodina |

### Gruppe-Mehrkampf mit einem Gerät
| Rang | Nation    | Athletin                                                                                                |
| ---- | --------- | --- |
| 1    | Bulgarien | Ina Deltschewa Walentina Kewlijan Antoaneta Stantschewa Maja Tabakowa Iwelina Talewa Wjara Wataschka    |
| 2    | Spanien   | Marta Baldó Nuria Cabanillas Estela Gimenez-Cid Tania Lamarca Estibaliz Martinez Maria Pardo-Rojo       |
| 3    | Belarus   | Natala Budilo Olga Demskaja Oksana Jedanowitsch Swetlana Lusanowa Galina Malatschenko Alessja Pochodina |

### Gruppe-Mehrkampf mit zwei Geräten
| Rang | Nation    | Athletin |
| ---- | --------- | --- |
| 1    | Spanien   | Marta Baldó Nuria Cabanillas Estela Giménez Tania Lamarca Estibaliz Martinez Maria Pardo-Rojo                              |
| 2    | Bulgarien | Ina Deltschewa Walentina Kewlijan Antoaneta Stantschewa Maja Tabakowa Iwelina Talewa Wjara Wataschka                       |
| 3    | Russland  | Jewgenija Botschkarjowa Olga Schtyrenko Irina Dsjuba Angelina Juschkowa Julija Iwanowa Jewgenija Kuskina Jelena Kriwoschej |

### Ball
| Rang | Nation   | Athletin                  |
| ---- | -------- | ------------------------- |
| 1    | Russland | Jana Batirschina          |
| 1    | Russland | Amina Saripowa            |
| 1    | Ukraine  | Jekaterina Serebrjanskaja |

### Band
| Rang | Nation   | Athletin                  |
| ---- | -------- | ------------------------- |
| 1    | Ukraine  | Jekaterina Serebrjanskaja |
| 2    | Belarus  | Laryssa Lukjanenka        |
| 2    | Russland | Amina Saripowa            |

### Keulen
| Rang | Nation    | Athletin                  |
| ---- | --------- | ------------------------- |
| 1    | Russland  | Amina Saripowa            |
| 1    | Bulgarien | Marija Petrowa            |
| 3    | Ukraine   | Jekaterina Serebrjanskaja |
| 3    | Ukraine   | Olena Witrytschenko       |

### Seil
| Rang | Nation    | Athletin                  |
| ---- | --------- | ------------------------- |
| 1    | Belarus   | Laryssa Lukjanenka        |
| 2    | Bulgarien | Marija Petrowa            |
| 2    | Ukraine   | Jekaterina Serebrjanskaja |
| 2    | Ukraine   | Olena Witrytschenko       |

### Medaillenspiegel
| Rang | Nation    | Gold | Silber | Bronze | Gesamt |
| ---- | --------- | ---- | ------ | ------ | ------ |
| 1    | Russland  | 4    | 1      | 2      | 7      |
| 2    | Ukraine   | 3    | 2      | 3      | 8      |
| 3    | Bulgarien | 3    | 1      | -      | 4      |
| 4    | Spanien   | 1    | 2      | -      | 3      |
| 5    | Belarus   | 1    | 1      | 3      | 5      |